# Afobia
L'afobia è la paura e l'avversione irrazionale nei confronti dell'asessualità, o delle persone che si identificano come parte dello spettro asessuale. Ciò include sentimenti negativi o comportamenti come la disumanizzazione, la convinzione che l'asessualità sia una malattia mentale e che le persone asessuali non possano provare amore, e il rifiuto di accettare l'asessualità come un autentico orientamento sessuale. L'asessualità viene a volte confusa con il celibato, l'astinenza o l'iposessualità.
Sono stati compiuti sforzi per combattere la discriminazione anti-asessuale, sia attraverso la legislazione, sia con l'istruzione (come seminari sull'asessualità).

## Classificazioni

### Generale
Comportamenti e atteggiamenti considerati discriminatori includono:
- considerare l'asessualità come una malattia mentale;
- credere che l'asessualità sia una "fase" o una scelta;
- l'idea che le persone asessuali non siano in grado di concepire l'amore;
- disumanizzare le persone asessuali.

Alcuni aspetti della discriminazione percepita possono dipendere o incrociarsi con altre parti della propria identità. Nonostante l'incremento dell'attenzione dei media negli ultimi anni, l'asessualità rimane decisamente poco conosciuta; un sondaggio di Sky News ha rilevato che il 53% di 1 119 intervistati si sentiva sicuro di definire l'asessualità, ma che il 75% lo faceva erroneamente, o definiva le persone asessuali semplicemente prive di libido.
Talvolta, le persone asessuali affrontano comportamenti discriminatori o sprezzanti sia all'interno sia all'esterno della comunità LGBT. Nel 2011, l'attivista LGBT Dan Savage ha affermato che l'asessualità era una scelta, descrivendola come "scelta di non fare sesso" e ritenendola indegna di attenzione. Ruth Westheimer, una sessuologa, sostenne che la capacità di raggiungere l'orgasmo significherebbe che una persona non poteva essere asessuale; inoltre affermò che gli asessuali non dovrebbero esistere, e che l'asessualità fosse un problema da risolvere. In uno studio su 169 individui asessuali, pubblicato nell'aprile 2016 dall'Università di Yale, ha riscontrato che molti partecipanti hanno incontrato rifiuto e scetticismo dopo il loro coming out. Ci sono stati tentativi di fermare l'esclusione degli asessuali dagli eventi di pride LGBT.
Le persone asessuali accettate solo perché non c'è altra spiegazione per la loro mancanza di interesse per l'attività sessuale, sono diventate note come "asessuali inattaccabili". Gli atteggiamenti scettici nei confronti dell'asessualità possono spaventare le persone asessuali dal fare coming out.
Un sondaggio LGBT del 2017, condotto dal governo del Regno Unito, ha rilevato che, nonostante solo il 2% degli oltre 108 000 intervistati si identificassero come asessuali, hanno avuto collettivamente la soddisfazione di vita media più bassa (insieme alle persone pansessuali) di qualsiasi orientamento sessuale, tra gli intervistati cisgender. I risultati del sondaggio hanno anche dimostrato che le persone asessuali sono il gruppo LGBT cisgender che si sente meno a suo agio nel Regno Unito, e l'89% degli intervistati asessuali cisgender, la più alta percentuale di qualsiasi gruppo intervistato, era riluttante a essere aperta con la propria identità per paura di reazioni negative.

### Discriminazione sociale
Le persone asessuali possono essere socialmente discriminate, a causa della convinzione che l'eterosessualità sia la sessualità predefinita, o della convinzione che le persone asessuali siano solo gay o lesbiche che negano la loro "vera" identità. Alcune persone asessuali sono state vittime di bullismo omofobico, poiché la loro asessualità veniva considerata come omosessualità. L'asessualità è stata anche usata come strumento contro i neri per "desessualizzarli" con stereotipi razzisti, come nell'archetipo della mammy negli Stati Uniti.
Due studi hanno scoperto che le persone asessuali sono più disumanizzate di eterosessuali, omosessuali e bisessuali, spesso paragonate ad animali o robot a causa della loro sessualità.
Poiché emersa più recentemente come identità, le persone asessuali spesso ricevono minore protezione legale rispetto a individui gay, lesbiche e bisessuali; tuttavia, a New York, nel Sexual Orientation Non-Discrimination Act, gli asessuali sono stati categorizzati come classe protetta. È noto che anche gli asessuali sono stati sottoposti a stupro correttivo. Possono essere spinti a intraprendere attività sessuali, e ad andare da un medico per far "aggiustare" la loro asessualità. Un sondaggio del 2015 ha rilevato che il 43,5% delle quasi 8 000 persone asessuali intervistate ha subito violenza sessuale, nonostante la convinzione errata che le persone asessuali non siano mai coinvolte in situazioni sessuali e non siano quindi in grado di essere violentate sessualmente.
Alcuni studiosi, come il sociologo Mark Carrigan, ritengono che la discriminazione contro le persone asessuali abbia più a che fare con l'emarginazione, rispetto all'odio tipico associato ad altre forme di discriminazione sulla sessualità, come l'omofobia, e che buona parte della discriminazione contro le persone asessuali derivi da una mancanza di comprensione e consapevolezza dell'asessualità.
In uno studio che includeva 248 studenti universitari, parte dei partecipanti ha dichiarato di non identificarsi come parte della comunità LGBT. Esiste anche controversia sull'inclusione dell'asessualità nella comunità LGBT e queer, per una serie di motivi, inclusa la convinzione che gli asessuali non sperimentino oppressione simile all'omofobia e alla transfobia, e la convinzione che l'asessualità non sia un orientamento sessuale. Sherronda J. Brown, di Wear Your Voice, ha affermato che alcune persone che si oppongono all'inclusione di asessuali nella comunità LGBT sono note per sostenere che gli asessuali non sono affatto discriminati e che le persone asessuali godono di privilegi eterosessuali. Brown criticò questo punto di vista, in quanto invalida l'identità asessuale a partire dal presupposto che le persone asessuali siano infiltrati fraudolenti della comunità LGBT, e perché presume che tutti siano eterosessuali salvo prova contraria.
Uno studio su 148 studenti, in un'università canadese, ha trovato prove che suggeriscono come gli atteggiamenti negativi nei confronti degli asessuali erano superiori a quelli degli omosessuali e dei bisessuali. Lo studio ha anche mostrato che i partecipanti avevano meno probabilità di affittare ad asessuali rispetto alle loro controparti eterosessuali. Tuttavia, erano più propensi ad affittare abitazioni ad asessuali che bisessuali. Inoltre, lo studio ha trovato una correlazione positiva tra l'identificazione autoritaria di destra e gli atteggiamenti negativi nei confronti dell'asessualità.
In un altro studio, a 101 partecipanti (nessuno dei quali apparteneva a una minoranza sessuale) è stato chiesto di completare un sondaggio online sul sito SurveyMonkey. Per escludere la mancanza di familiarità come causa di atteggiamenti negativi, hanno incluso domande sui sapiosessuali. Lo studio dimostrò che le persone avevano meno familiarità con i sapiosessuali. Tuttavia, l'atteggiamento nei confronti degli asessuali era meno positivo di quello dei sapiosessuali, il che suggerisce che la non familiarità potrebbe non svolgere un ruolo significativo nell'afobia.
Nel marzo 2018, il Consiglio di Stato olandese rifiutò una domanda di asilo di un cittadino algerino che temeva di essere perseguitato a causa della sua asessualità, affermando che l'asessualità non rientra nell'eccezione LGBT al concetto di paese di origine sicuro, perché non è punibile in Algeria, e che le persone asessuali non sono discriminate in Algeria. La sentenza fu ribaltata dal tribunale distrettuale dell'Aia, il quale ha affermato che l'asessualità rientra nell'eccezione perché considerava la "discriminazione sociale basata sull'orientamento sessuale" come "deviazione dalle relazioni tradizionali", così come degli atti sessuali.
Nello stesso anno, l'organizzazione LGBT Foundation del Regno Unito dichiarò che, a causa di una mancanza di consapevolezza e interesse, le comunità asessuali sono spesso ignorate dalla comunità LGBT.

### Discriminazione istituzionalizzata
Uno studio pubblicato da Nova Science Publishers riscontrò una scarsità di testimonianze sulla discriminazione istituzionalizzata contro gli asessuali a causa della loro asessualità. Gli autori dello studio hanno ipotizzato che la maggior parte di discriminazioni di questo tipo, basate sulla sessualità, sono religiose in natura, mentre l'asessualità potrebbe essere considerata "moralmente giustificabile, dato che la mancanza di desiderio/attrazione sessuale è stata considerata una caratteristica desiderabile in molte istituzioni religiose per centinaia di anni".
In alcune giurisdizioni, il matrimonio può essere annullato se non suggellato attraverso il rapporto sessuale. Ciò è stato considerato come discriminatorio nei confronti degli asessuali. Alcuni programmi di educazione sessuale nelle scuole sono anche noti per discriminare contro gli asessuali.
All'inizio del 2015, la Russia ha approvato una legge che vieta, tra l'altro, alle persone con "disturbi della preferenza sessuale" di ottenere la patente di guida. L'Associazione degli Avvocati Russi per i Diritti Umani ha dichiarato di aver effettivamente vietato a "tutte le persone transgender, bigender, asessuali, travestiti, cross-dresser e persone che hanno bisogno di riassegnazione di sesso" di guidare.

### Nella cultura e servizi di massa
Gli asessuali non sono ben rappresentati nei mass media e servizi al pubblico, facilitando ostilità e pregiudizio nei confronti degli asessuali; ciò può portare al rigetto sia dalle comunità eterosessuali sia da quelle LGBT. In alcuni siti di incontri mancano le opzioni per permettere agli utenti di identificarsi come asessuali, e questo ostacola la loro possibilità di trovare partner per rapporti romantici.
L'asessualità è spesso rappresentata nei media come sgradita. Nel 2012, la serie Dr. House di Fox Network rappresentò una coppia asessuale in un episodio; tuttavia questa rappresentazione è stata fortemente criticata dalla comunità asessuale (incluso il fondatore di AVEN, David Jay) in quanto l'episodio si svolge intorno al presupposto che fosse una patologia, e concludendo che l'uomo avesse un tumore pituitario che riduceva il suo desiderio sessuale, mentre la donna fingeva di essere asessuale per assecondarlo. Questo scaturì una controversia e la creazione di una petizione su change.org per chiedere a Fox Network di riconsiderare come rappresentare i personaggi asessuali in futuro, dichiarando anche che "l'asessualità è stata rappresentata in modo davvero pessimo, attribuendola a una condizione medica e un inganno". Nel 2017, la decisione di trasformare il personaggio Jughead di Riverdale (un programma televisivo basato su Archie Comics) da asessuale a eterosessuale creò forte disapprovazione dal pubblico, alle volte anche etichettando il fatto come afobia e "invalidazione dell'asessualità".
Nel 2019, il videogioco Death Stranding fu criticato per aver ritratto l'asessualità come uno stile di vita, implicando che sia una scelta e confondendo l'asessualità con il non volere legami affettivi, e insinuando che l'asessualità sia responsabile per il declino della natalità nel mondo.

## Sforzi contro la discriminazione
A New York, il Sexual Orientation Non-Discrimination Act categorizza gli asessuali come classe protetta.
La Asexual Visibility and Education Network (AVEN) è un'organizzazione fondata dall'attivista asessuale americano David Jay nel 2001. Questa si concentra sui problemi dell'asessualità, e gli obiettivi sono "creare accettazione pubblica e discussioni sull'asessualità, e facilitare la crescita di una comunità di asessuali", includendo l'introduzione di discussioni nelle scuole sull'asessualità, e scoraggiando le attitudini discriminatorie verso la sessualità. La Settimana della Consapevolezza Asessuale è un evento annuale, fondato da Sarah Beth Brooks nel 2010, anch'essa con l'obiettivo di aumentare la consapevolezza sull'asessualità, e combattere i pregiudizi. Ci sono stati diversi tentativi di migliorare la consapevolezza dell'asessualità nelle università. Sono stati formati diversi gruppi di sostegno per persone asessuali, come Asexuals of the Mid-Atlantic, un gruppo di incontri per persone asessuali con sede a Washington D.C., i cui membri hanno fondato The Asexual Awareness Project, un'organizzazione a difesa degli asessuali.
Nell'autunno 2014 è stato pubblicato il libro The Invisible Orientation: An Introduction to Asexuality, scritto da Julie Sondra Decker, con Decker che affermava che lo scopo del libro era che fosse utilizzato nell'educazione sessuale, per aumentare la conoscenza comune della sessualità.
Nel 2015, il candidato parlamentare del Partito Laburista del Regno Unito George Norman ha chiesto al Parlamento di aggiungere l'asessualità alla sua legislazione sull'uguaglianza esistente, e di riconoscere che l'1% dell'elettorato del Regno Unito si identificava come asessuale.
Nel 2016, è stata fondata la Asexual Aromantic Alliance presso l'Università statale dell'Iowa per incoraggiare la cooperazione tra le comunità asessuali e aromantiche, con l'obiettivo di "aiutare a eliminare l'afobia".